# Ancien (christianisme)
Pour les articles homonymes, voir Ancien.
Un ancien, ou presbytre, est, dans le Nouveau Testament et dans le christianisme, un des responsables d’une Église locale.
Ce serait l'équivalent de la fonction d'aîné, au sens de "toute personne plus âgée qu’une autre", et qui accepte d'en assumer quelque responsabilité.

## Qualifications et fonctions d’un ancien
Les qualifications nécessaires au ministère d’ancien sont indiquées dans trois textes du Nouveau Testament : 1 Timothée 3,1-7, Tite 1,5-9 et 1 Pierre 5,1-4. Elles relèvent de la vie spirituelle (attachement à l’Écriture, sainteté…) de l’éthique personnelle (modération, maîtrise de soi, patience…), de la vie familiale (monogamie et bonne tenue de la maison, hospitalité), de la réputation vis-à-vis de la société, mais aussi des nécessités propres au ministère : aptitude à enseigner les croyants pour enraciner dans l'Écriture leur foi au Christ, à les exhorter à tenir ferme et à progresser dans la mise en pratique de cet enseignement, et capacité à résister aux déviances doctrinales en réfutant les idées étrangères à l'Evangile.
La fonction d’un ancien est de veiller à la vie communautaire, à l’enseignement et à la marche générale de l’église. On peut, selon Alfred Kuen, rassembler son domaine de compétence par quatre verbes : diriger la communauté, veiller à l’intégrité de la foi transmise par les apôtres, nourrir les âmes par l’enseignement de l’Écriture, et soigner en aidant les membres en difficulté. Dans le Nouveau Testament, la procédure liée à l’institution d’un ancien fait l’objet de débats et dépend de l’interprétation d’un terme grec qui peut être traduit ‘élire’ ou ‘désigner’, ‘instituer’.

## Catholicisme
Dans le catholicisme, il y a une répartition tripartite et hiérarchique des fonctions entre ancien (ou prêtre une autre traduction de presbuteros), évêque et diacre.

## Protestantisme
Dans le protestantisme, les églises luthériennes,  presbytériennes et réformées, confient la direction des paroisses à un conseil presbytéral. Le terme de "conseiller presbytéral" est le terme couramment utilisé en lieu et place du terme "ancien" dans les églises luthériennes, presbytériennes et réformées. Ces conseillers presbytéraux sont élus au suffrage universel par la communauté. Le conseil presbytéral, dont le pasteur est un membre, détient toute autorité sur l'organisation, les finances et la direction de la paroisse dans les domaines tant spirituels que matériels. 

### Tradition réformée
Dans la tradition protestante réformée, on distingue souvent plus nettement entre les ministères d’anciens dédiés à la parole et aux sacrement, qui relèvent plus d’un pasteur  ordonné, et les ministères d’anciens orientés vers la direction et l’administration, pour lesquels des laïcs sont institués afin de partager ces responsabilités avec le pasteur. Cette structuration issue de la pensée par Calvin a néanmoins été régulièrement discutée face à une vision plus collégiale de la direction spirituelle où le la charge pastorale est elle-même portées par tous les anciens.

### Christianisme évangélique
Dans le christianisme évangélique, le ministère d’ancien est présent dans certaines églises avec des fonctions semblables à celles du pasteur. Pour d'autres, l’ancien est un responsable laïc de l’église et membre de l’équipe qui entoure le pasteur. D’autres églises fonctionnent sur un modèle similaire sans forcément utiliser le terme 'ancien'.  
Dans un certain nombre de communautés, l'église est dirigée par un conseil d’anciens, avec une insistance très forte sur la collégialité. Quand il y a un pasteur, celui-ci n’est que l’un des membres du conseil, sans autorité supérieure. 
Dans la pratique, la procédure de choix et d’institution d’un ancien est variable selon les églises locales. La plupart des églises demandent toutefois à leurs membres de confirmer le choix d'un ancien par un vote (à bulletin secret ou à main levée), la sélection préalable se faisant soit par candidature spontanée, ou par cooptation du conseil d'anciens, ou encore par un vote initial des membres (p. ex. un vote libre visant à faire émerger des candidats à la fonction). La reconnaissance d'un nouvel ancien peut aussi se conclure par une prière solennelle où les anciens posent leurs mains sur leur nouveau collègue (imposition des mains) et prient pour lui en signe de solidarité et de reconnaissance (comme le laisse entendre 1 Timothée 4,14, ou encore la mise en place d’autres services ou ministères dans les Actes des Apôtres). La fonction d'ancien peut faire l'objet d'un mandat limité dans le temps ou non, selon les églises.